# Asesinato de Leanne Holland
Leanne Sarah Holland (Goodna, Queensland; 1 de octubre de 1978 - Redbank Plains, Queensland; 23 de septiembre de 1991) fue una niña australiana que fue asesinada en septiembre de 1991, cuando tenía 12 años. Su cuerpo mutilado fue encontrado en la cercana Redbank Plains, tres días después de que se denunciara su desaparición. Graham Stafford, el novio de su hermana, fue condenado por su asesinato. La condena de Stafford fue anulada por error judicial tras cumplir 14 años de prisión.

## Desaparición y asesinato

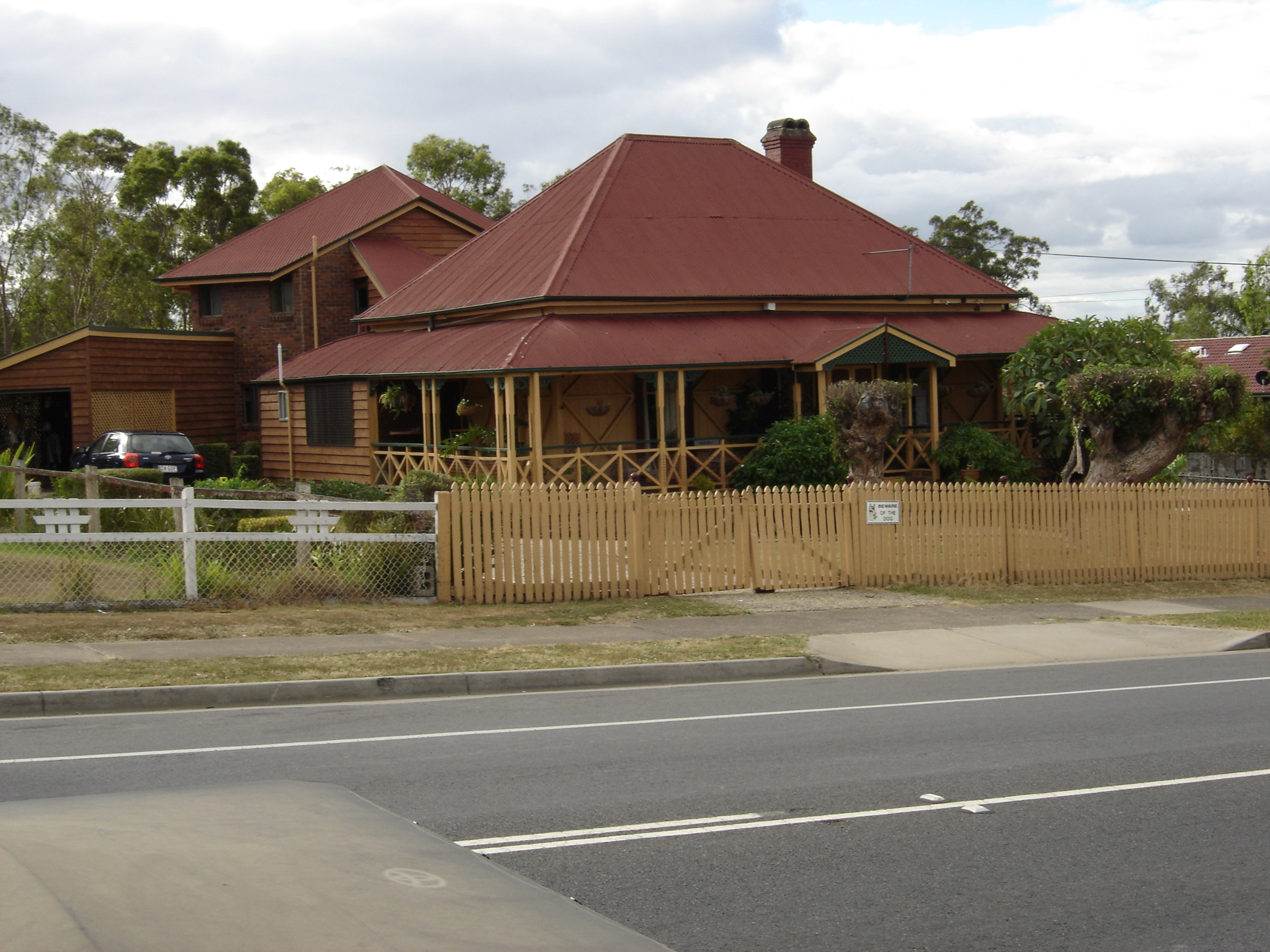
Área urbana de Goodna, suburbio en el que vivía Holland.

Leanne Holland, la menor de tres hermanos, vivía con su padre divorciado en Alice Street, dentro de Goodna, un suburbio al este de City of Ipswich, en el estado australiano de Queensland. La hermana de Holland y su novio, un chapista de origen británico llamado Graham Stuart Stafford nacido en 1963, también vivían en la misma casa desde junio de 1991.
El 23 de septiembre de 1991, primer día de las vacaciones escolares, hacia las 9:30 horas, Holland (que estaba sola en la casa con Stafford) salió para ir a la peluquería de unas tiendas cercanas. Se denunció su desaparición a la policía a las 17:45 horas del día siguiente, después de que su familia supusiera que había pasado la noche con unos amigos. Las autoridades estaban preocupadas, dadas otras desapariciones recientes en las inmediaciones, concretamente la de Sharron Phillips en mayo de 1986 y la de Julie-Anne Gallon en agosto de 1990.
Tres días después de haber sido vista por última vez, a las 13:42 horas, dos policías que recorrían la zona en motos de montaña encontraron su cuerpo, parcialmente vestido y sin zapatos, en un matorral de Redbank Plains Road. Había sido asesinada de al menos diez golpes en la cabeza con un objeto contundente, y tenía quemaduras en la parte inferior del cuerpo, posiblemente de un mechero o un cigarrillo. No había signos evidentes de agresión sexual y las lesiones eran tan graves que el cuerpo tuvo que ser identificado por sus huellas dactilares.

## Juicio y condena

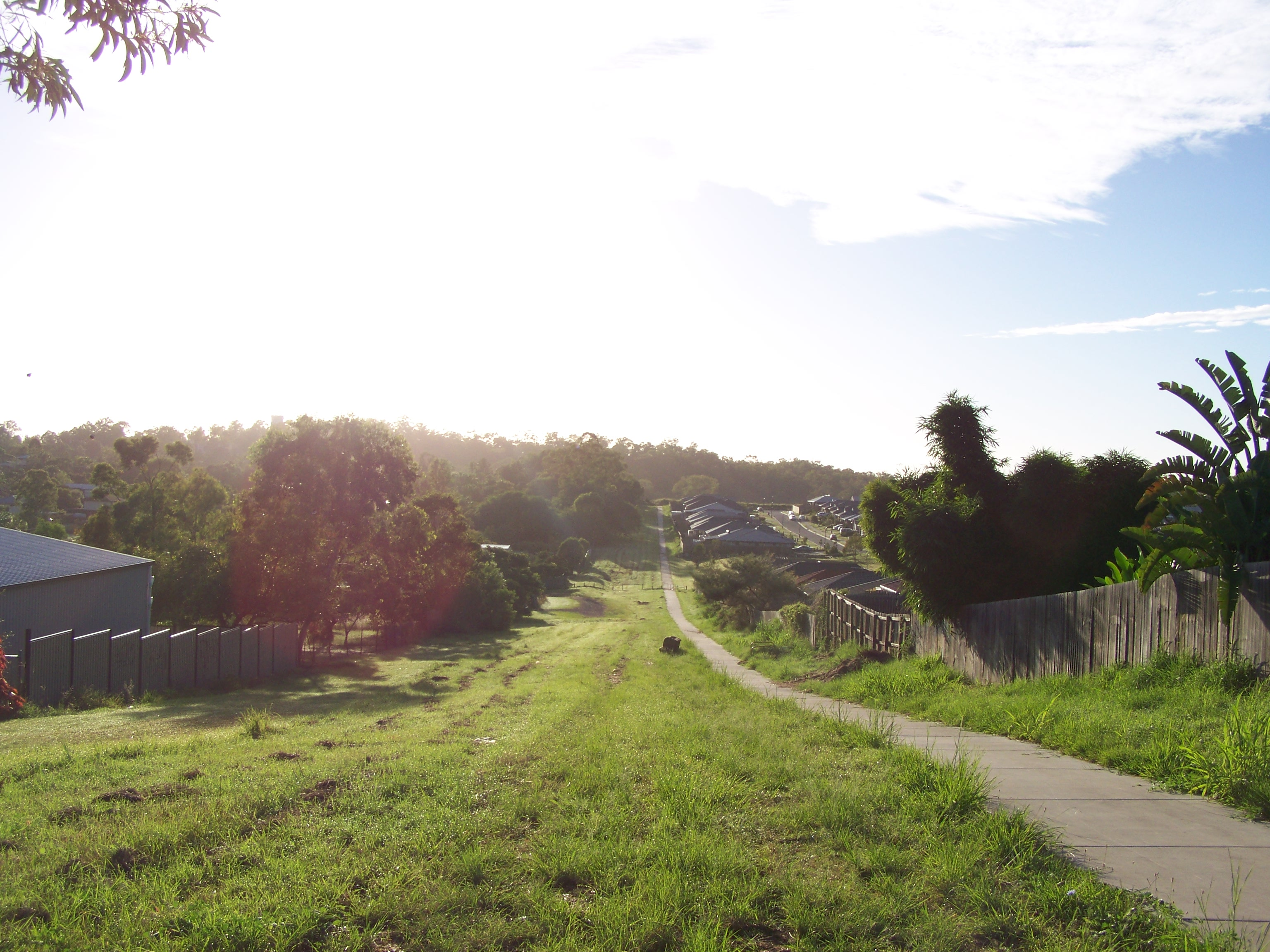
El cuerpo de Holland fue hallado en una zona boscosa en las inmediaciones de Redbank Plains, a unos 8 kilómetros al sur de su domicilio.

El 28 de septiembre, basándose en pruebas circunstanciales y forenses de la casa, su vehículo y la escena del crimen, Stafford fue detenido y acusado de su asesinato. El caso fue llevado por David Bullock, siendo declarado culpable el 25 de marzo de 1992 de matar a Holland con un martillo, y condenado a entre 15 años y cadena perpetua. En agosto de 1992, los jueces Geoffrey Davies, Bruce McPherson y James Thomas desestimaron la apelación de Stafford ante el Tribunal de Apelación de Queensland. El 4 de marzo de 1993 se denegó su solicitud de autorización especial para apelar ante el Tribunal Superior.
Stafford solicitó el indulto y, en junio de 1997, el Fiscal General remitió el caso al Tribunal de Apelación, para que se resolviera como si se tratara del recurso de una persona condenada. En septiembre, los jueces Davies y McPherson desestimaron el recurso, pero el juez Tony Fitzgerald discrepó al considerar que el jurado había condenado a Stafford basándose en pruebas que presentaban una versión de los hechos significativamente errónea y que estaba justificado un nuevo juicio. La solicitud de Stafford de autorización especial para recurrir ante el Tribunal Superior fue denegada el 17 de abril de 1998.
Paul Wilson, catedrático del Departamento de Criminología de la Universidad Bond, dirigió un equipo gratuito de abogados que presentaron recursos en nombre de Stafford. Graeme Crowley, investigador privado y exagente de policía, dirigió una investigación sobre el asesinato. La investigación reveló un posible avistamiento de Holland con vida el día después de que Stafford dijera que la había visto por última vez, otros asesinatos sin resolver en el vecindario y dos posibles sospechosos no entrevistados por la policía (uno de ellos, un esquizofrénico residente en un aparcamiento de caravanas cercano al centro comercial, Sean Peter McPhedran, de 18 años, que más tarde fue declarado culpable del asesinato de otra colegiala de 12 años, Julie-Ann Lowe, el 16 de octubre de 1991). La experta en ADN que había testificado en el juicio, Angela van Daal, también declaró que creía que las pruebas de sangre eran inadecuadas para una condena. Junto con Wilson, Crowley publicó Who Killed Leanne? en 2005, y la investigación apareció en la serie de la cadena ABC Australian Story en agosto de 2007.
En junio de 2006, tras cumplir más de 14 años de condena, a la edad de 43 años, Stafford fue puesto en libertad condicional y poco después se enfrentó a una vista de deportación. En abril de 2008, volvió a solicitar el indulto y el Fiscal General lo remitió de nuevo al Tribunal de Apelación, convirtiéndose en el primer caso en el que el tribunal debía conocer de un tercer recurso. El 24 de diciembre de 2009, el Tribunal de Apelación de Queensland anuló su condena y recomendó que se celebrara un nuevo juicio.
En decisiones separadas, los magistrados Patrick Keane, Catherine Holmes y Hugh Fraser consideraron que a Stafford se le había denegado un juicio justo. Keane y Fraser ordenaron la celebración de un nuevo juicio, pero Holmes discrepó al considerar que Stafford debería haber sido absuelto. El 26 de marzo de 2010, el director de la Fiscalía decidió que la celebración de un nuevo juicio no sería de interés público.
Una posterior revisión policial de dos años del caso se completó en noviembre de 2012, pero no se ha hecho pública, aunque Murder Uncovered de Channel 7 obtuvo extraoficialmente una copia, partes de la cual se mostraron brevemente a Stafford y sus abogados en marzo de 2017. En septiembre de 2019, una solicitud en curso de Stafford para acceder al informe fue impugnada por la policía de Queensland.